# Turnia nad Parasolem
Turnia nad Parasolem – turnia w Grupie Parasola na orograficznie lewym zboczu Doliny Szklarki, w obrębie miejscowości Jerzmanowice w województwie małopolskim, w powiecie krakowskim, w gminie Jerzmanowice-Przeginia. Jest to obszar Wyżyny Olkuskiej będącej częścią Wyżyny Krakowsko-Częstochowskiej.
Turnia nad Parasolem położona jest w porośniętym rzadkim bukowym lesie stoku powyżej turni Parasol. Zaraz powyżej Turni nad Parasolem znajduje się w tym stoku skała Skarbiec. Obydwie te skały oddzielone są tylko wąskim przełazem i uprawiana jest na nich wspinaczka skalna. Turnia nad Parasolem to wąska, zbudowana z twardego wapienia skalistego turnia o trzech ścianach pionowych lub przewieszonych. Czwarta najniżej na stoku położona ściana jest łatwo dostępna.
Z Jerzmanowic najłatwiej dotrzeć w pobliże skał Grupy Parasola leśną drogą, którą prowadzi zielony szlak turystyki rowerowej.

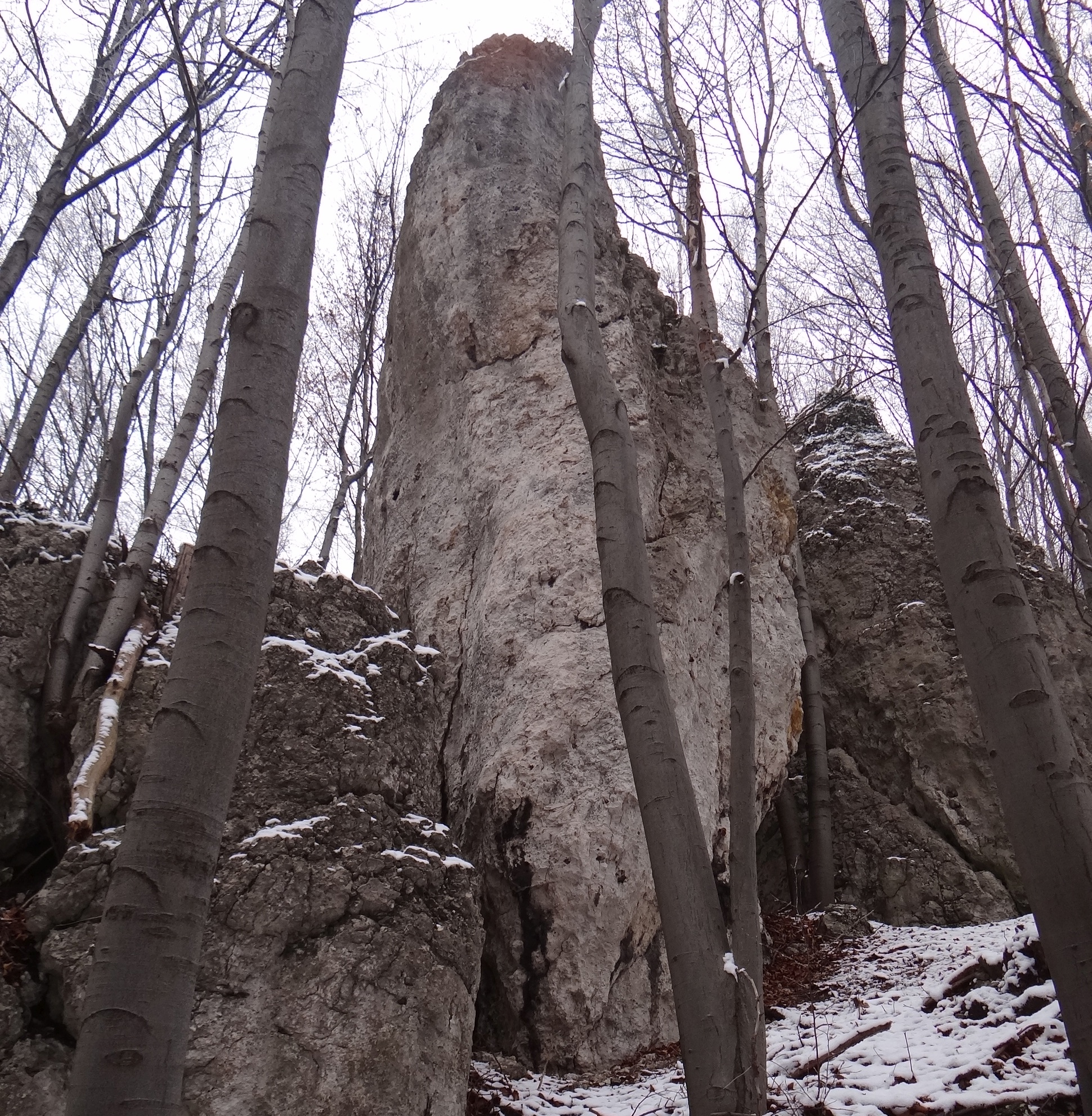
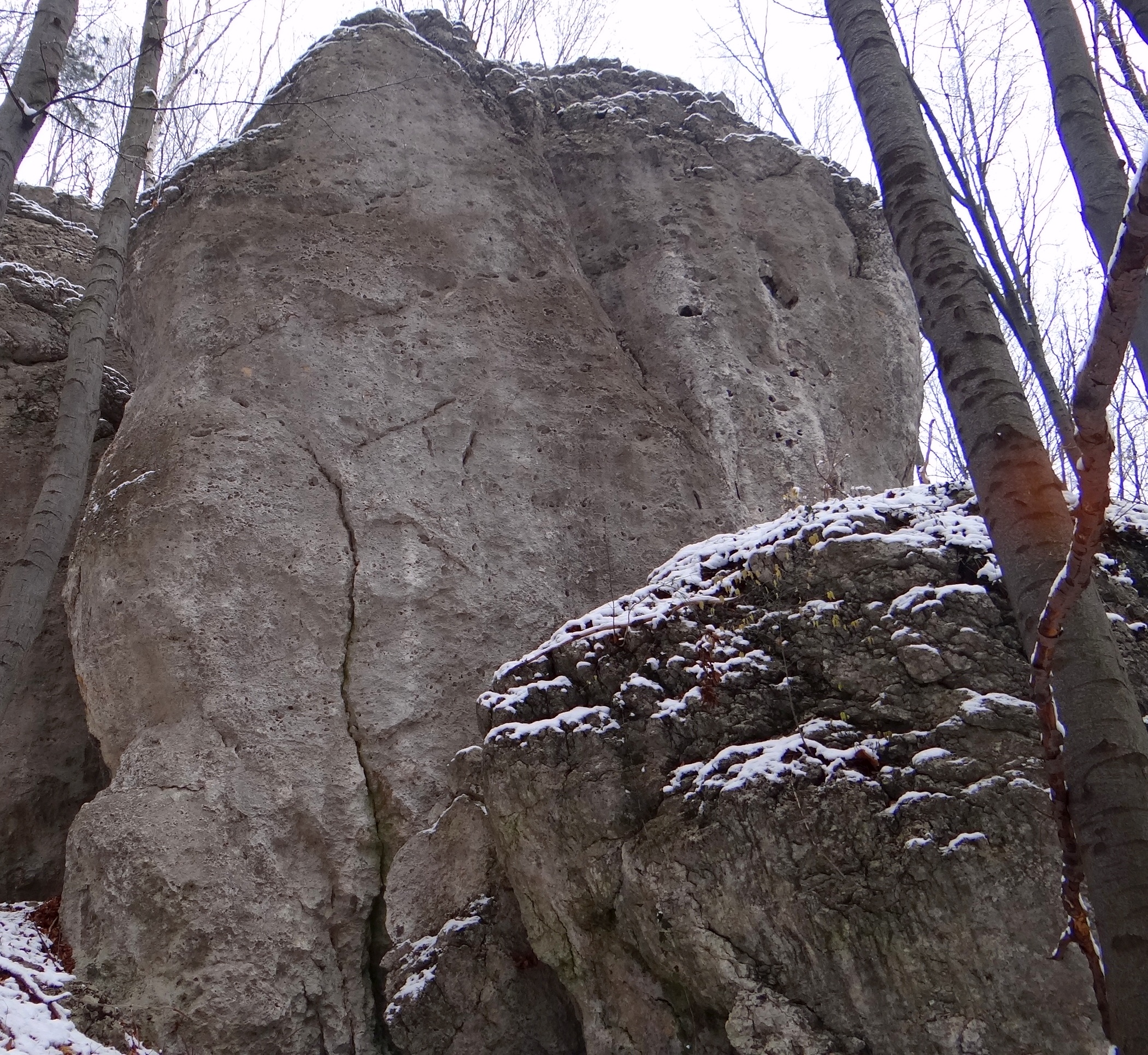
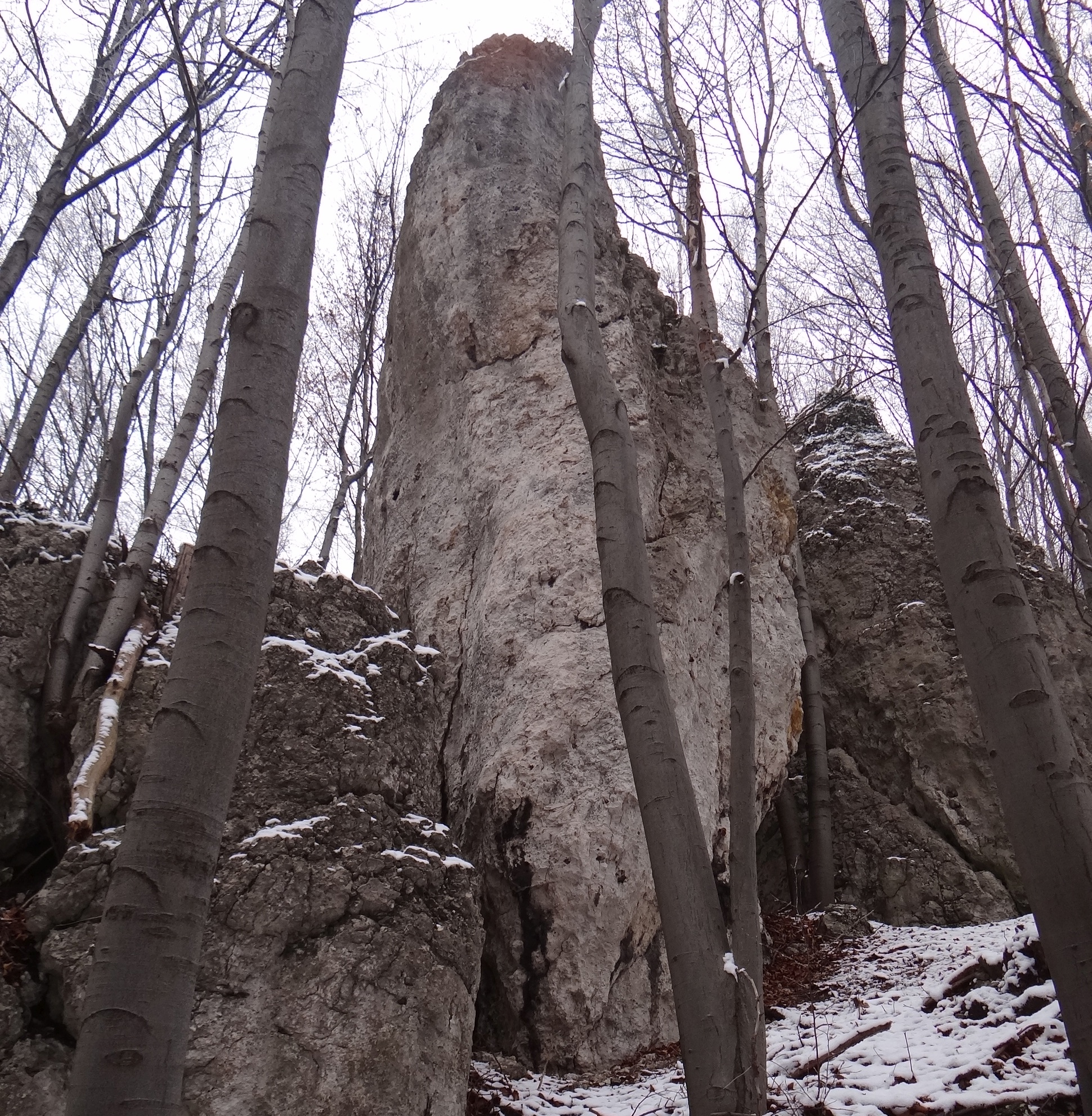
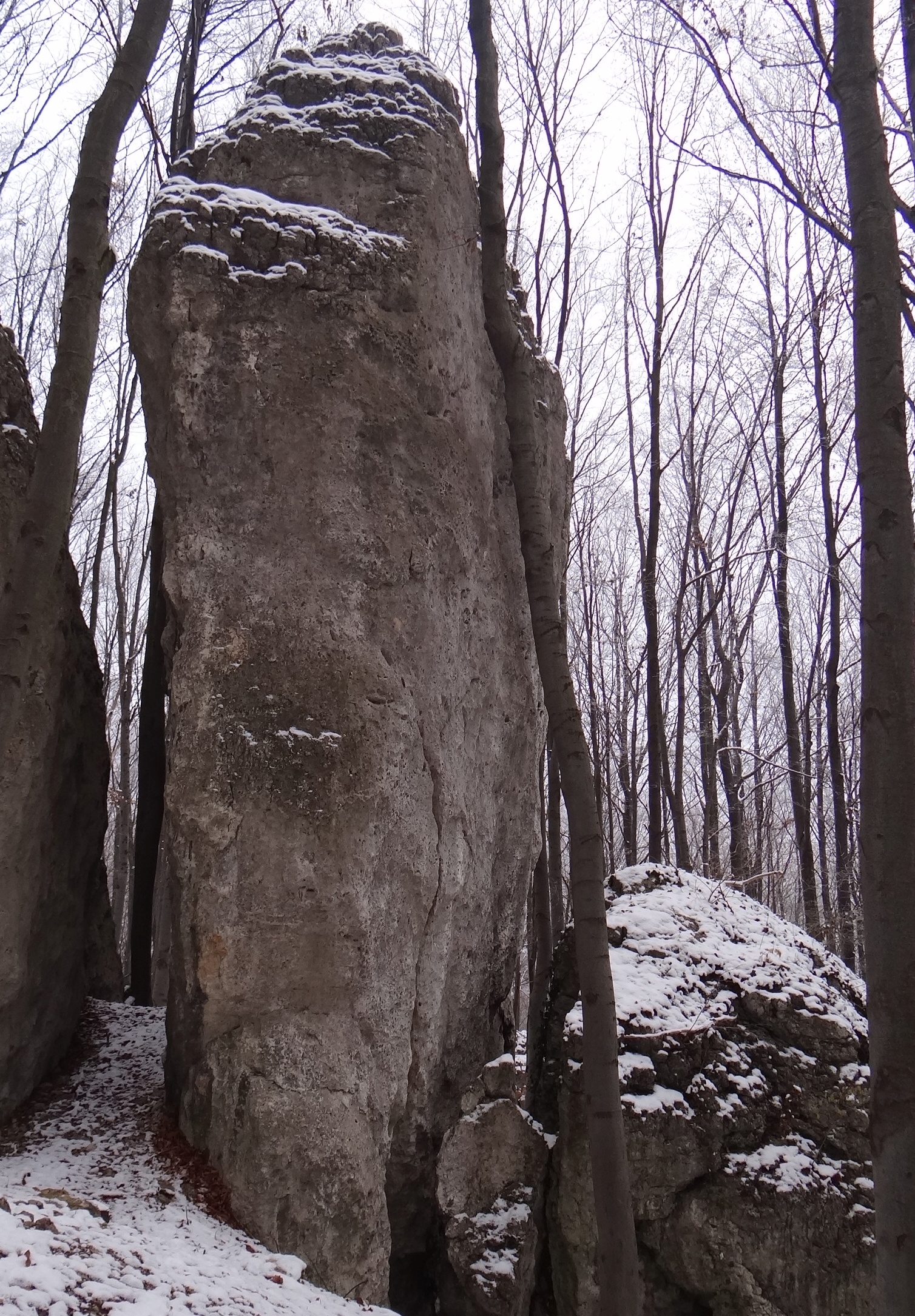
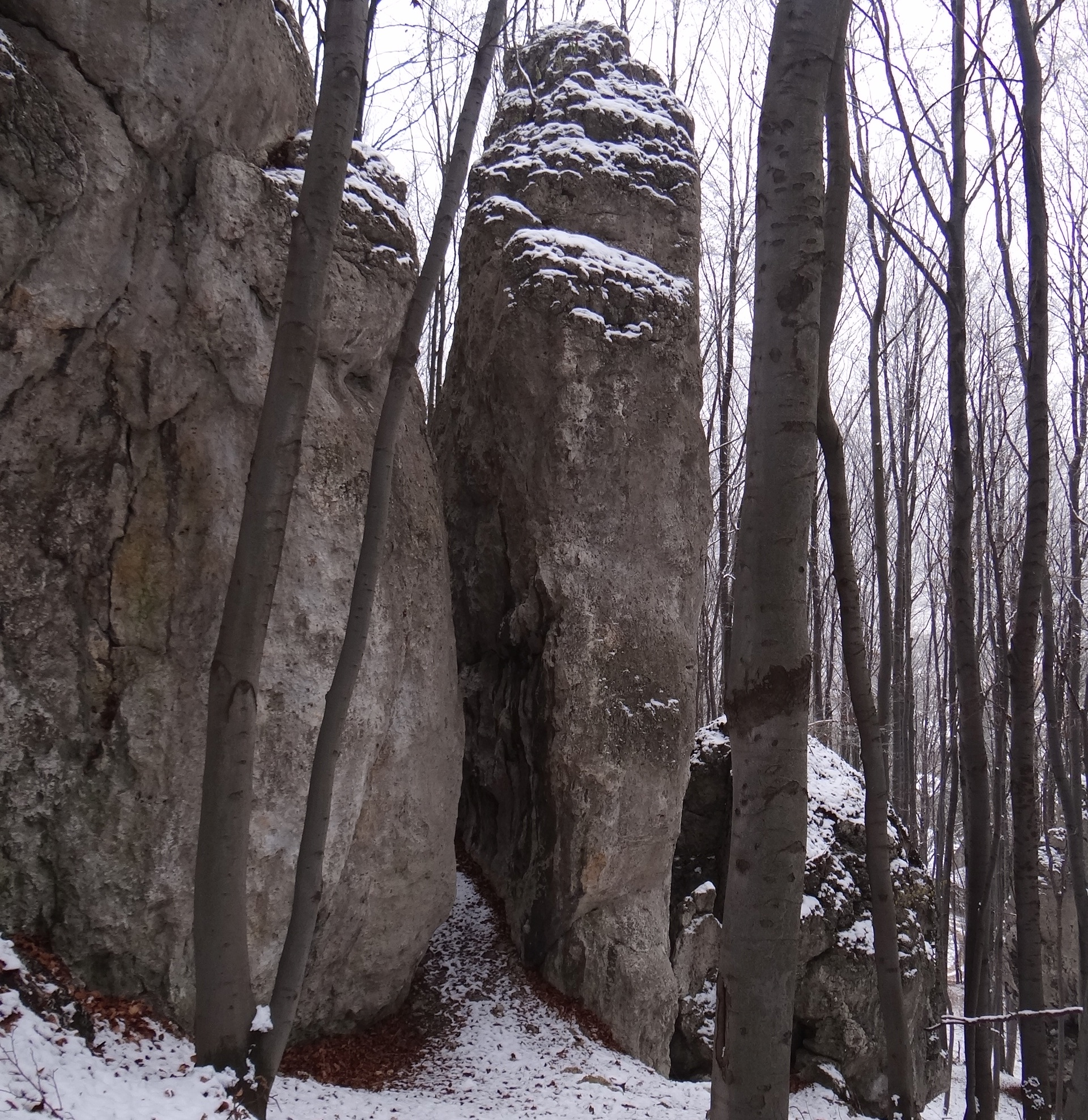
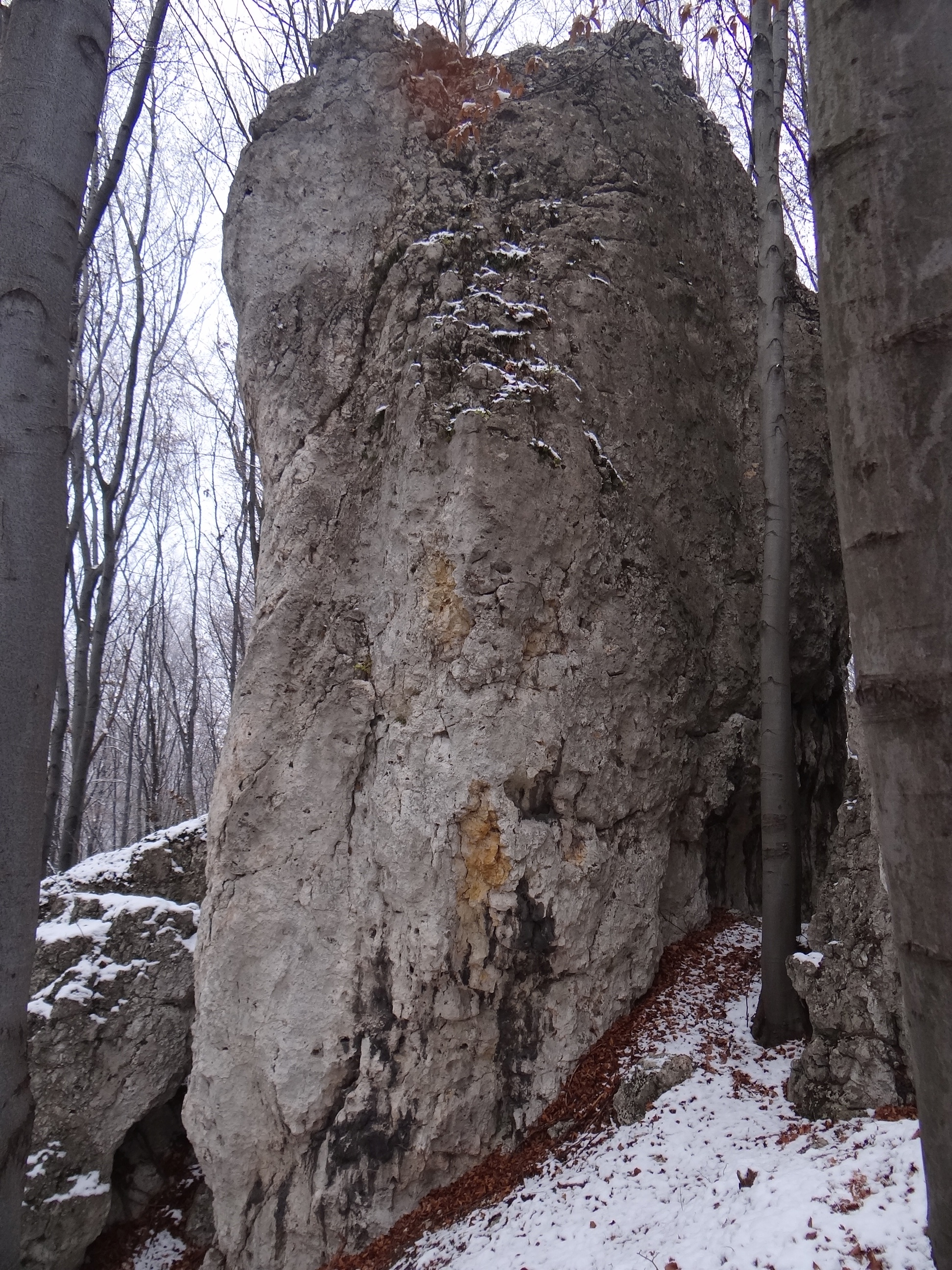
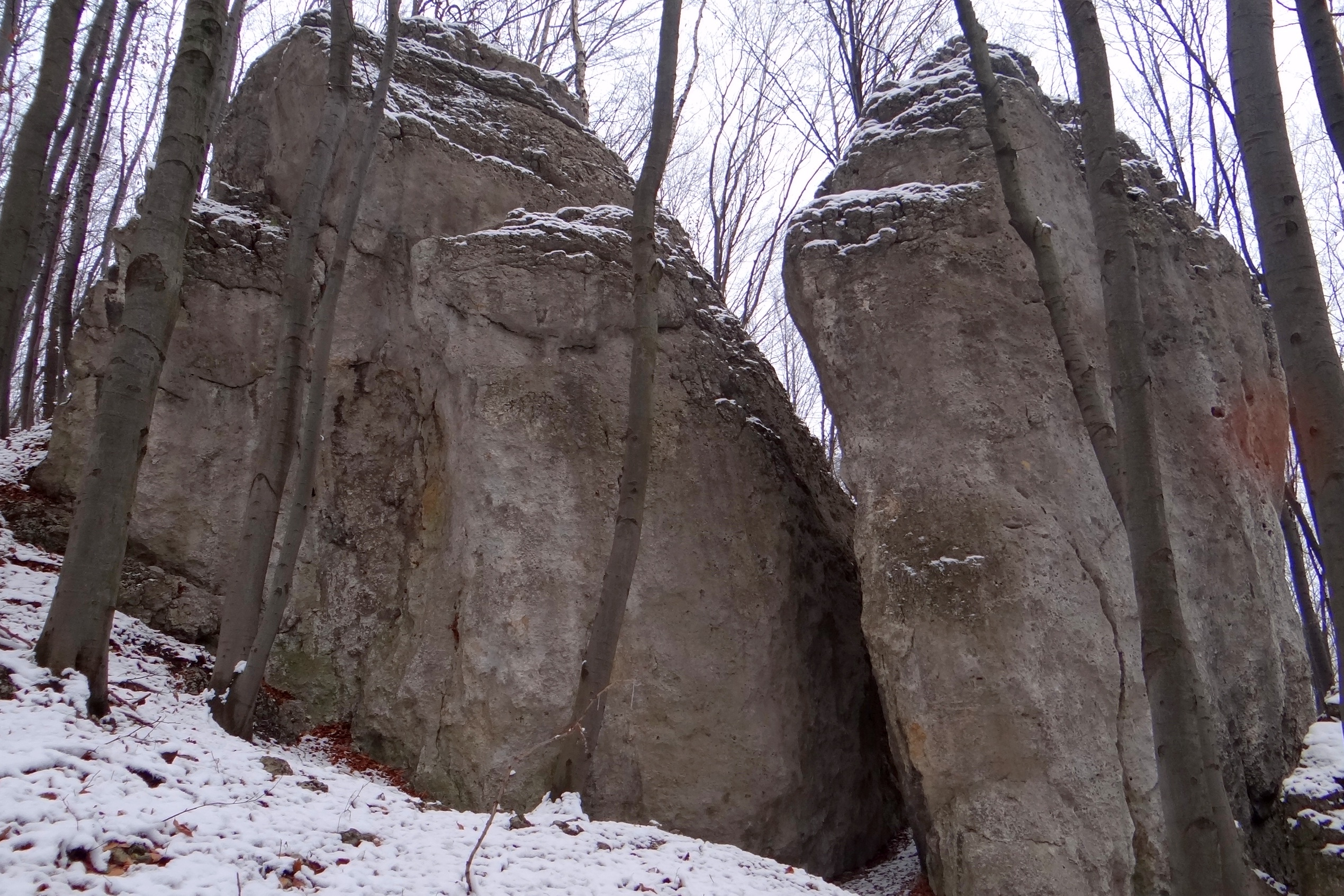
Skarbiec i Turnia nad Parasolem

## Drogi wspinaczkowe
Jest 10 dróg wspinaczkowych o trudności od IV+ do VI.3+ w skali Kurtyki i długości 8–11 m. Jest też jeden projekt. Większość z dróg ma zamontowane stałe punkty asekuracyjne: ringi (r) i stanowiska zjazdowe (st).
Turnia nad Parasolem I
1. Topless; 4r + st, VI.2, 11 m
2. Cichociemny „Dan”; 4r + st, 11 m
3. Operacja „Boot”; 4r + st, VI.3/3+, 11 m
4. Peleryna; 4r + st, VI+, 8 m

Turnia nad Parasolem II
1. Skwirlandia; V, 4r + st, 10 m
2. Projekt; st, 10 m
3. Rysa z pajęczyną; IV+, 9 m
4. Rysa z pajęczyną wprost; IV+, 9 m

Turnia nad Parasolem III
1. Złoto dla zuchwałych; VI.1, 5r + st, 10 m
2. Miss mokrego podkoszulka; VI.2, 4r + st, 10 m
3. Topless; VI.2, 4r + st, 10 m[3].